# Liste des communes de France portant la mention rajoutée des grands fleuves français
Cet article donne une liste des communes avec une mention rajoutée d'un grand fleuve français.
Cette liste montre les communes par fleuve, Dordogne, Garonne, Loire, Meuse, Rhône, Seine, et par ordre alphabétique.

## Listes

### Communes actuelles

#### Dordogne
- Alles-sur-Dordogne
- Argentat-sur-Dordogne
- Badefols-sur-Dordogne
- Beaulieu-sur-Dordogne
- Civrac-sur-Dordogne
- Monceaux-sur-Dordogne
- Pessac-sur-Dordogne[1]

#### Garonne (partie française)
- Caumont-sur-Garonne
- Couthures-sur-Garonne
- Fourques-sur-Garonne
- Gagnac-sur-Garonne
- Gensac-sur-Garonne
- Lestiac-sur-Garonne
- Meilhan-sur-Garonne
- Le Pian-sur-Garonne
- Portet-sur-Garonne
- Roquefort-sur-Garonne
- Saint-Julien-sur-Garonne
- Salles-sur-Garonne
- Sérignac-sur-Garonne
- Thouars-sur-Garonne
- Verdun-sur-Garonne[2]

#### Loire
- Aurec-sur-Loire
- Avril-sur-Loire
- Beaulieu-sur-Loire
- Belleville-sur-Loire
- Bonny-sur-Loire
- La Celle-sur-Loire
- Chalonnes-sur-Loire
- Chamalières-sur-Loire
- Champtocé-sur-Loire
- La Chapelle-sur-Loire
- La Charité-sur-Loire
- Chaumont-sur-Loire
- Châteauneuf-sur-Loire
- Châtillon-sur-Loire
- Chouzé-sur-Loire
- Cosne-Cours-sur-Loire
- Coteaux-sur-Loire
- Cour-sur-Loire
- Cussac-sur-Loire
- Divatte-sur-Loire
- Fleury-sur-Loire
- Gannay-sur-Loire
- Gennes-Val-de-Loire
- Germigny-sur-Loire
- Gilly-sur-Loire
- Ingrandes-Le Fresne sur Loire
- Juigné-sur-Loire
- Lamenay-sur-Loire
- Lavau-sur-Loire
- Lavoûte-sur-Loire
- Lussault-sur-Loire
- Mauges-sur-Loire
- Mauves-sur-Loire
- Mesves-sur-Loire
- Meung-sur-Loire
- Monistrol-sur-Loire
- Montlouis-sur-Loire
- Muides-sur-Loire
- Neuvy-sur-Loire
- Ousson-sur-Loire
- Ouzouer-sur-Loire
- Perrigny-sur-Loire
- Pierrefitte-sur-Loire
- Pouilly-sur-Loire
- Rilly-sur-Loire
- Rochefort-sur-Loire
- Saint-Aubin-sur-Loire
- Saint-Benoît-sur-Loire
- Saint-Brisson-sur-Loire
- Saint-Cyr-sur-Loire
- Saint-Denis-sur-Loire
- Saint-Dyé-sur-Loire
- Saint-Firmin-sur-Loire
- Saint-Georges-sur-Loire
- Saint-Jean-Saint-Maurice-sur-Loire
- Saint-Ouen-sur-Loire
- Saint-Père-sur-Loire
- Saint-Saturnin-sur-Loire
- Saint-Sébastien-sur-Loire
- Sainte-Gemmes-sur-Loire
- Sainte-Luce-sur-Loire
- Sermoise-sur-Loire
- Solignac-sur-Loire
- Sougy-sur-Loire
- Sully-sur-Loire
- Thouaré-sur-Loire
- Tracy-sur-Loire
- Vair-sur-Loire
- Varennes-sur-Loire
- Veuzain-sur-Loire
- Vitry-sur-Loire[3]

#### Meuse (partie française)
- Ambly-sur-Meuse
- Bazoilles-sur-Meuse
- Belleville-sur-Meuse
- Bogny-sur-Meuse
- Boncourt-sur-Meuse
- Brabant-sur-Meuse
- Brainville-sur-Meuse
- Bras-sur-Meuse
- Brieulles-sur-Meuse
- Charny-sur-Meuse
- Le Châtelet-sur-Meuse
- Dammartin-sur-Meuse
- Dieue-sur-Meuse
- Doncourt-sur-Meuse
- Dugny-sur-Meuse
- Dun-sur-Meuse
- Épiez-sur-Meuse
- Forges-sur-Meuse
- Génicourt-sur-Meuse
- Ham-sur-Meuse
- Han-sur-Meuse
- Joigny-sur-Meuse
- Lacroix-sur-Meuse
- Laneuville-sur-Meuse
- Malaincourt-sur-Meuse
- Martincourt-sur-Meuse
- Maxey-sur-Meuse
- Montigny-sur-Meuse
- Nouvion-sur-Meuse
- Ourches-sur-Meuse
- Pagny-sur-Meuse
- Pont-sur-Meuse
- Pouilly-sur-Meuse
- Regnéville-sur-Meuse
- Romain-sur-Meuse
- Rouvrois-sur-Meuse
- Saint-Germain-sur-Meuse
- Sassey-sur-Meuse
- Sivry-sur-Meuse
- Thierville-sur-Meuse
- Tilly-sur-Meuse
- Ugny-sur-Meuse
- Val-de-Meuse
- Villers-sur-Meuse
- Vrigne-Meuse[4]

#### Rhône (partie française)
- Arras-sur-Rhône
- Charmes-sur-Rhône
- Chasse-sur-Rhône
- Châteauneuf-du-Rhône
- Étoile-sur-Rhône
- Lamotte-du-Rhône
- Loire-sur-Rhône
- Port-Saint-Louis-du-Rhône
- Saint-Alban-du-Rhône
- Saint-Clair-du-Rhône
- Saint-Cyr-sur-le-Rhône
- Saint-Germain-sur-Rhône
- Saint-Michel-sur-Rhône
- Saulce-sur-Rhône
- Serves-sur-Rhône
- Sérézin-du-Rhône
- Tournon-sur-Rhône
- La Voulte-sur-Rhône[5]

#### Seine
- Ablon-sur-Seine
- Aisey-sur-Seine
- Arelaune-en-Seine
- Asnières-sur-Seine
- Bar-sur-Seine
- Barneville-sur-Seine
- Bellenod-sur-Seine
- Berville-sur-Seine
- Bonnières-sur-Seine
- Bray-sur-Seine
- Carrières-sur-Seine
- Champagne-sur-Seine
- Charrey-sur-Seine
- Châtenay-sur-Seine
- Châtillon-sur-Seine
- Conflans-sur-Seine
- Courcelles-sur-Seine
- Criquebeuf-sur-Seine
- Croissy-sur-Seine
- Épinay-sur-Seine
- Flins-sur-Seine
- La Frette-sur-Seine
- Grisy-sur-Seine
- Gyé-sur-Seine
- Hautot-sur-Seine
- Herblay-sur-Seine
- Ivry-sur-Seine
- Livry-sur-Seine
- Marcilly-sur-Seine
- Marnay-sur-Seine
- Marolles-sur-Seine
- Melz-sur-Seine
- Le Mée-sur-Seine
- Méry-sur-Seine
- Mézières-sur-Seine
- Mézy-sur-Seine
- Morsang-sur-Seine
- Mousseaux-sur-Seine
- Mouy-sur-Seine
- Mussy-sur-Seine
- Neuilly-sur-Seine
- Neuville-sur-Seine
- Nod-sur-Seine
- Nogent-sur-Seine
- Noiron-sur-Seine
- Noyen-sur-Seine
- Passy-sur-Seine[N 1]
- Pierrefitte-sur-Seine
- Pont-sur-Seine
- Port-Jérôme-sur-Seine
- Porte-de-Seine
- Quemigny-sur-Seine
- Quillebeuf-sur-Seine
- Rives-en-Seine
- Romilly-sur-Seine
- Rosny-sur-Seine
- Saint-Benoît-sur-Seine
- Saint-Marc-sur-Seine
- Saint-Ouen-sur-Seine
- Sainte-Colombe-sur-Seine
- Saintry-sur-Seine
- Samois-sur-Seine
- Soisy-sur-Seine
- Source-Seine
- Triel-sur-Seine
- Varennes-sur-Seine
- Vaux-sur-Seine
- Verneuil-sur-Seine
- Vernou-la-Celle-sur-Seine
- Vigneux-sur-Seine
- Villennes-sur-Seine
- Villiers-sur-Seine
- Vitry-sur-Seine
- Vulaines-sur-Seine
- Yville-sur-Seine[6]

### Anciennes communes

#### Garonne (partie française)
- Saint-Hilaire-sur-Garonne

#### Loire
- Chantenay-sur-Loire
- Cosne-sur-Loire
- Dampierre-sur-Loire
- Le Fresne-sur-Loire
- Gennes-Val de Loire
- Ingrandes-sur-Loire (nom d'usage)
- Lurcy-sur-Loire
- Montjean-sur-Loire
- Nouan-sur-Loire
- Les Rosiers-sur-Loire
- Saint-Georges-sur-Loire
- Saint-Just-sur-Loire
- Saint-Mathurin-sur-Loire
- Saint-Maurice-sur-Loire
- Saint-Michel-sur-Loire
- Saint-Rambert-sur-Loire
- Saint-Victor-sur-Loire

#### Meuse (partie française)
- Ailly-sur-Meuse
- Pouilly-sur-Meuse (ancien nom de la commune)
- Provenchères-sur-Meuse
- Le Val-de-Meuse

#### Seine
- Bernières-sur-Seine
- La Celle-sur-Seine
- Châtillon-sur-Seine
- La Mailleraye-sur-Seine
- Saint-Germain-Source-Seine
- Tournedos-sur-Seine
- Vernou-sur-Seine

### Ayant eu la mention

#### Dordogne
- Castillon-sur-Dordogne
- Civrac-de-Dordogne

#### Loire
- Batilly-sur-Loire

#### Meuse (partie française)
- Pouilly-sur-Meuse (ancienne commune)
- Verdun-sur-Meuse

#### Seine
- Boulogne-sur-Seine (nom de la commune Boulogne-Billancourt avant 1926)
- Évry-sur-Seine
- Fontenay-sur-Seine

### Avec mention facultative

#### Dordogne
- Souillac-sur-Dordogne

#### Garonne (partie française)
- Cazères-sur-Garonne
- Grenade-sur-Garonne
- Roques-sur-Garonne

#### Loire
- Ingrandes-sur-Loire (ancienne commune)

#### Meuse (partie française)
- Donchery-sur-Meuse

#### Rhône (partie française)
- Saint-Vallier-sur-Rhône
- Tarascon-sur-Rhône

#### Seine
- Boulogne-Billancourt (ancien nom de la commune)
- Elbeuf-sur-Seine
- Héricy-sur-Seine
- Origny-sur-Seine

### Noms révolutionnaires
Nom révolutionnaire > Nom actuel.

#### Dordogne
- Cyprien-sur-Dordogne > Saint-Cyprien
- Gimel-Dordogne > Saint-Merd-de-Lapleau

#### Garonne (partie française)
- Alout-sur-Garonne > Caumont-sur-Garonne
- Aurillac-sur-Garonne > Saint-Pierre-d'Aurillac
- Montagne-sur-Garonne > Saint-Martory
- Port-de-la-Montagne-sur-Garonne > Port-Sainte-Marie
- Montagne-sur-Garonne > Port-Sainte-Marie

#### Loire
- Ay-sur-Loire > Saint-Ay
- Bon-Air-sur-Loire > Saint-Aubin-sur-Loire
- Dié-sur-Loire > Saint-Dyé-sur-Loire
- Firmin-sur-Loire > Saint-Firmin-sur-Loire
- Franciade-sur-Loire > Saint-Denis-sur-Loire
- Les Lais-sur-Loire > Saint-Martin-des-Lais
- Marat-sur-Loire > Saint-Denis-de-l'Hôtel
- Mont-sur-Loire > Saint-Michel-sur-Loire
- Roche-sur-Loire > Luynes
- Unité-sur-Loire > Saint-Martin-de-la-Place
- Varennes-sur-Loire > Saint-Rémy-la-Varenne (ancienne commune)

#### Meuse (partie française)
- Clermont-sur-Meuse > Clermont-en-Argonne
- Montigny-Source-Meuse > Val-de-Meuse
- Roche-sur-Meuse > Saint-Mihiel

#### Rhône (partie française)
- Ovize-sur-le-Rhône > Saint-Cyr-sur-le-Rhône
- L'Union-sur-Rhône > Irigny

#### Seine
- Bain-sur-Seine > Saint-Ouen-sur-Seine
- Beauvais-sur-Seine > Saint-Vigor-d'Ymonville
- Choisy-sur-Seine > Choisy-le-Roi
- Clichy-sur-Seine > Clichy
- Gardeloup-sur-Seine > Saint-Germain-Laval
- Maurice-sur-Seine > Saint-Maurice-d'Ételan
- Montagne-sur-Seine > Saint-Arnoult
- La Motelle-sur-Seine > Courceroy
- Roche-sur-Seine > La Roche-Guyon